# Apsilochorema dakchinam
Apsilochorema dakchinam är en nattsländeart som beskrevs av Schmid 1970. Apsilochorema dakchinam ingår i släktet Apsilochorema och familjen Hydrobiosidae. Inga underarter finns listade i Catalogue of Life.